# ميخائيل ألان
ميخائيل ألان (بالإنجليزية: Michael Alan)‏ هو رسام أمريكي، ولد في 13 يوليو 1977.

## وصلات خارجية
- الموقع الرسمي